# Taximastinocerus hermanni
Taximastinocerus hermanni is een keversoort uit de familie Phengodidae. De wetenschappelijke naam van de soort is voor het eerst geldig gepubliceerd in 1997 door Wittmer.